# Pesquera
Pesquera is een gemeente in de Spaanse provincie en regio Cantabrië met een oppervlakte van 8,93 km². Pesquera telt 71 inwoners (1 januari 2016).

## Demografische ontwikkeling
Bron: INE, 1857-2011: volkstellingen